# جانکارلو بروساتی
جانکارلو بروساتی (ایتالیایی: Giancarlo Brusati; ۶ مارس ۱۹۱۰ – ۳۰ ژوئن ۲۰۰۱) شمشیرباز اهل ایتالیا بود.
وی در مسابقات کشوری و بین‌المللی در مجموع برندهٔ ۱ مدال طلا شده‌است.